# Edmonton Metropolitan Transit Services Commission
L'Edmonton Metropolitan Transit Services Commission (EMTSC) est un service de transport en commun régional qui dessert huit municipalités dans la région métropolitaine d'Edmonton en Alberta, au Canada. L'EMTSC développe actuellement ses capacités opérationnelles et de planification, la prestation de services initiale devant commencer au début de 2023.

## Histoire
L'Edmonton Metropolitan Transit Services Commission (EMTSC) remonte à 2017, lorsque les villes d'Edmonton et de St. Albert ont signé un protocole d'entente pour explorer la création d'une commission régionale des services de transport en commun. En février 2020, treize conseils municipaux ont voté pour étudier la possibilité d'une commission régionale des services de transport en commun (RTSC). Neuf de ces municipalités, dont Edmonton, St. Albert, Fort Saskatchewan et Leduc, ont par la suite présenté une demande au gouvernement provincial pour établir l'Edmonton Metropolitan Transit Services Commission. La ville de Morinville s'est retirée peu de temps après le dépôt de la demande, principalement en raison de la pandémie de COVID-19.
La commission a reçu l'autorisation ministérielle d'opérer le 28 janvier 2021. La raison pour la formation de la commission était la croissance rapide de la population dans la région et l'interconnectivité croissante de ses communautés membres et de leurs forces de travail. Paul Jankowski, ancien commissaire du département des services de transport de la municipalité régionale de York, a commencé son mandat en tant que premier PDG de l'EMTSC le 17 mai 2021. En novembre 2021, le conseil d'administration a voté le changement de date du démarrage prévu des opérations de fin 2022 à début 2023.

## Zone de service

Membres actuels de l'EMTSC

L'EMTSC dessert six villes et deux communes:
- Ville de Beaumont
- Ville d'Edmonton
- Ville de Fort Saskatchewan
- Ville de Leduc
- Ville de Spruce Grove
- Ville de Saint-Albert
- Ville de Devon
- Ville de Stony Plain

Quatre municipalités régionales sont des « intervenants-conseils non votants, non payants » qui ne reçoivent pas de services de la commission:
- Ville de Morinville
- Comté de Leduc
- Comté de Parkland
- Comté de Sturgeon

## Opérations
Un conseil de représentants élus de chaque communauté membre procède à la mise en place initiale de la commission et travaille avec le premier PDG de la commission pour développer ses capacités opérationnelles et de planification. L'EMTSC entrera en service en septembre 2022. Les services de transport en commun locaux et le réseau de TLR d'Edmonton ne seront pas initialement transférés à la commission en raison de leur taille et de leurs coûts d'exploitation. Le conseil d'administration de la commission réexaminera l'inclusion du réseau de TLR et des services d'autobus locaux d'Edmonton, ainsi que des services régionaux de transport adapté, en 2026. Les communautés membres devraient économiser environ 2,2 millions de dollars sur les coûts de transport en commun chaque année. Les collectivités continueront de planifier et de payer pour leurs itinéraires de transport en commun locaux, tandis que la commission déterminera comment ces itinéraires seront desservis.

### Plan de lancement
La commission est actuellement dans la phase deux de son plan de lancement, qui comprend cinq phases.

#### Première phase
La première phase, la pré-mise en œuvre, était en vigueur à partir de la formation du conseil intérimaire jusqu'à ce que la commission reçoive l'autorisation ministérielle de fonctionner. Pendant ce temps, le conseil intérimaire s'est concentré sur l'obtention de l'approbation provinciale de la commission, la rédaction d'évaluations et de recommandations de transition et le recrutement d'un PDG.

#### Phase deux
La deuxième phase, également connue sous le nom de « formation et mise en place », est celle où la commission établira sa main-d'œuvre, son infrastructure, ses politiques et ses procédures initiales. La phase deux durera toute l'année 2021 et jusqu'en 2022, et comprend des objectifs tels que la création des plans stratégiques et commerciaux de la commission, l'établissement de contrats de location pour les installations liées au transport en commun et la finalisation de la conception des services régionaux,.

#### Phase trois
La « préparation pour le déploiement du service » aura lieu au cours de la troisième phase, qui devrait être effective au premier semestre 2022. C'est à ce moment-là que la commission intégrera les ressources restantes nécessaires au déploiement des services de transport en commun régionaux prévu pour le septembre 2022. Les principaux objectifs de cette phase comprennent le développement d'une marque et d'une identité pour la commercialisation, la transition de tous les services de transport municipal sous contrôle de l'EMTSC d'ici juin 2022 (à l'exception des services locaux ETS et des services municipaux de transport adapté dans la région) et la planification des déploiements de la flotte,.

#### Phase quatre
La phase quatre, qui débutera au début de 2023, marque le début de la prestation de services de transport en commun par l'EMTSC. Il se déroulera par phases jusqu'en fin 2023. Au cours de cette phase, l'EMTSC se concentrera sur le maintien du service et de la communication à la clientèle, l'analyse des succès et des échecs du déploiement pendant sa progression et le recrutement de plus de personnel à mesure que la commission étend ses services,.

#### Cinquième étape
La phase finale du lancement de la commission débutera d'ici la fin de 2023, avec un accent sur l'amélioration de ses services en vue de l'absorption des services locaux d'ETS et des services municipaux de transport adapté. Pendant ce temps, la commission se concentrera sur l'enquête auprès des usagers, l'identification des améliorations de service telles que la normalisation des caractéristiques des véhicules (par exemple, les boucliers protecteurs pour les conducteurs, la présence du réseau internet sans-fils sur les autobus, etc.) et la révision des itinéraires de transport en commun locaux pour répondre aux directives spécifiques. Cette phase durera jusqu'en 2026, date à laquelle la commission vise à adopter les services locaux d'ETS et à devenir le seul fournisseur de services de transport en commun au sein de ses communautés membres.

## Tarifs
Les niveaux de tarifs seront déterminés par le conseil des gouverneurs de la commission, et le service utilisera éventuellement la technologie SmartFare pour permettre aux usagers de payer en utilisant des cartes tarifaires ou des cartes de crédit.